# خاندان کیوگوکو
خاندان کیوگوکو (به ژاپنی: 京極氏 Kyōgoku-shi) یکی از خاندان های ژاپنی در دوره سنگوکو و دوره ادو بود.